# Velarifictorus sahyadrensis
Velarifictorus sahyadrensis är en insektsart som beskrevs av Vasanth 1991. Velarifictorus sahyadrensis ingår i släktet Velarifictorus och familjen syrsor. Inga underarter finns listade i Catalogue of Life.